# Daedalea
Daedalea es un género de hongos de la familia Fomitopsidaceae, La descripción del género se efectuó en 1801 por el micólogo Christiaan Hendrik Persoon, basándose en la especie tipo D. quercina y otras cuatro especies.

## Especies
Incluye las siguientes especiesː
- Daedalea abortiva
- Daedalea aethalodes
- Daedalea africana
- Daedalea ambigua
- Daedalea candicans
- Daedalea circularis
- Daedalea dickinsii
- Daedalea dochmia
- Daedalea ealaensis
- Daedalea epidryphloeus
- Daedalea favoloides
- Daedalea fulvirubida
- Daedalea hydnoides
- Daedalea laciniata
- Daedalea langkawiensis
- Daedalea ligneotexta
- Daedalea lusor
- Daedalea microsticta
- Daedalea milliaui
- Daedalea moesta
- Daedalea mollicula
- Daedalea neotropica
- Daedalea ochracea
- Daedalea parasitica
- Daedalea pinicola
- Daedalea proserpens
- Daedalea pseudodochmia
- Daedalea quercina
- Daedalea radiata
- Daedalea reflexa
- Daedalea roseola
- Daedalea ryvardeniana
- Daedalea stevensonii
- Daedalea sulcata
- Daedalea trametea